# Песьяное (Беляковский сельсовет)
Песьяное — деревня в Частоозерском районе Курганской области. До преобразования в январе 2022 года муниципального района в муниципальный округ входила в состав Беляковского сельсовета.

## История
До 1917 года входила в состав Частоозерской волости Ишимского уезда Тобольской губернии. По данным на 1926 год состояла из 76 хозяйств. В административном отношении входила в состав Беляковского сельсовета Частоозерского района Ишимского округа Уральской области.

## Население
| 1989 | 2002 | 2010 |
| ---- | ---- | ---- |
| 43   | ↘38  | ↘29  |

По данным переписи 1926 года в деревне проживал 361 человек (163 мужчины и 198 женщин), в том числе: русские составляли 100 % населения.